# Wicho García
Luis Donaldo García Hildebrandt (Lima, 5 de abril de 1960) más conocido como Wicho García es un músico, cantautor y productor musical peruano. Vocalista de dos emblemáticas bandas de rock peruano. En los 80 Wicho fue vocalista de la banda de rock subterráneo Narcosis y tras la disolución de la banda formó parte del grupo de breve existencia La Banda Azul como tecladista y además como vocalista del exitoso tema Pronóstico Reservado, luego trabajó junto a Miki González hasta inicios de los '90 donde luego pasaría a ser vocalista de la banda llamada Mar de Copas.

## Biografía
Luis Donaldo García Hildebrandt nació en Lima un 5 de abril e inició sus estudios de Ingeniería Electrónica en la Universidad Ricardo Palma, trasladándose posteriormente a Psicología, carrera que tampoco concluyó. Con conocimientos de Ingeniería, trabajó un tiempo en Cañete (1981- 1983) en una construcción donde fue contratado por un amigo suyo y le fue muy bien, tanto es así que recibió propuestas para ejercer la ingeniería fuera del país, a pesar de que no había concluido dicha profesión, finalmente Wicho (hipocoristico de Vicente) rechazó las propuestas y se dedicó a su otra vocación: la música.

## Carrera musical

### Inicios
Inició su carrera musical con No Name, banda que se forma a comienzos de 1981, participando en un concierto tributo a The Beatles, tras algunos covers y la grabación de tres temas en vivo durante una presentación en la Universidad de Lima, "I found that essence rare" de Gang of Four y "Memories (can´t wait)" y "Psycho Killer" de Talking Heads, No Name termina su ciclo.

### Narcosis

Publicidad de algunas bandas subterráneas incluidas Narcosis.

En 1985 formó la banda de rock subterráneo Narcosis junto a Fernando Vial en guitarra y Pelo Madueño en batería. Con Narcosis lanza la maqueta Primera Dosis, la misma que es reeditada en CD en el año 2000. De corte contestatario y estrictamente punk, el grupo se desintegra en 1986 tras Acto de Magia.
En el año 2013 se presentan nuevamente Wicho García, Pelo Madueño, y Cachorro Vial juntos el 15 de junio en el Salón Imperial en el centro de Lima.
En julio de 2014, Narcosis se reúne nuevamente para el mega festival Revolución Caliente junto a Leuzemia y G-3.

### Mar de Copas
En 1993 durante las grabaciones del primer disco de Mar de Copas, Wicho quien en esos años era ingeniero de sonido de Miki González, se incorpora a la banda como vocalista principal. Junto a Mar de copas tiene ya 5 discos de estudio, 2 álbumes en vivo, 2 compilaciones y muchos sencillos que han alcanzado no solo posicionarse en los primeros lugares en rankings sino también le ha dado a la banda un estatus de banda de culto en el Perú.

### Como productor
Como productor Wicho García ha producido los discos de la banda Campo de Almas, Diagonal Zero, El Aire, Viejo Café entre otros.
En 1999 hizo la masterización del primer disco de los Hnos. Brother’s y la producción del disco Suna de Mar de Copas.
En 2000 es productor del primer disco de Campo de Almas, la banda sonora de la película nacional “Y si te vi, no me acuerdo” junto a Pelo Madueño y la primera producción de la banda Espirales.
En 2001 grabó el CD “Ave de Paso” de sus excompañeros Voz Propia; graba y mezcla el álbum debut de la banda hardcore Ultramotor, produce y graba el disco debut de la banda Fauzto.
En 2002 fue productor del segundo disco de Campo de Almas y también de Los Trece Baladas, también mezcló y masterizó la banda sonora de la película Bala Perdida.
En 2003 grabó, mezcló y masterizó en Villa Ruby la nueva producción de Voz Propia titulada Hamlet en donde participa haciendo coros y tocando pandereta.
En 2004 se encarga de producir un segundo disco de grandes éxitos de Mar de Copas (“12 Canciones”) y el primer disco acústico de la banda (“De tierra”) y paralelamente asumiría la producción y grabación del tercer álbum de Campo de Almas, "De Ángeles y demás demonios"
En el año 2005, junto a Manolo Barrios son invitados a elaborar la banda sonora de la película Un día sin sexo, Manolo compone 4 temas nuevos: "Falso amor", "Lisa en el espejo", "Viejo amor, nuevo amor" y "Un día si sexo" (tema principal de la película) que finalmente son producidos y grabados por Wicho e incluidos en un CD que contenía todo sound track junto a un tema de la última producción de Mar de Copas, "Llévame".
En el año 2006, colabora con Voz Propia en la elaboración de su disco El Manifiesto, graba, mezcla y masteriza el disco en Villa Ruby y participa nuevamente haciendo coros en diversos temas. Es invitado a participar en la segunda producción de Wayo, Eléctrica Ciudad, haciendo coros en los temas "Oración", "Nadie como tú", "No sé olvidar" y "El bar" y voz en "Adicto a ti".

## Otras participaciones
Paralelamente a la escena de rock nacional, también ha musicalizado muchas novelas y series nacionales como "Paloma", "Solo por ti", "Mala mujer", "Pisco Sour", "Travesuras del corazón", los últimos capítulos de "Obsesión" y compuso la música original del noticiero "Fuego cruzado" y del programa musical "Distorsión" y en el 2017 una de sus canciones formó parte de la película "Av. Larco".
En 2024, Wicho y Daniel F presentaron su concierto colaborativo De vuelta a clases vol.1.

## Discografía

### Maqueta con Narcosis
- Primera dosis (1985)

### Álbumes de estudio con Miki González
- Tantas veces - (1987)
- Nunca les creí - (1989)

### Álbumes de estudio con Mar de Copas
- Mar de Copas - (1993 por El Virrey - reedición de 1998 por MDC Producciones)
- Entre los árboles - (1994 por ¡Eureka! Records - reedición de 1998 por MDC Producciones)
- III - (1997)
- Suna- (1999)
- Si algo así como el amor está en el aire - (2004)
- Seis[6] - (2013)

### Maqueta en vivo con Narcosis
- Acto de Magia (en vivo, 1985)

### Álbumes en vivo con Mar de Copas
- En vivo - (2002)
- De Tierra - (2004)

### Compiladores con Miki González
- Hatun exitokuna - Grandes éxitos - (1994).

- Miki González - (1995).
- Hatun exitokuna vol. II - (1997).
- Etnohits - (1997), editado por el diario La República.
- Crónicas 85-05 - (2005).
- Puedes creer tantas veces - (2016).

### Compilaciones con Mar de Copas
- 12 grandes éxitos - (2000)
- 12 canciones - (2004)
- Todos los singles - (2010)
- Lado B - (2013)

### LP con La Banda Azul
- Cuestión de lugar - (1987)

### EP con La Banda Azul
- La Banda Azul - (1986)

### EP con Mar de Copas
- Ramera - (2002)

### Sencillos con Mar de Copas
- Dulce y Veloz - (1993)
- Fugitivo - (1993)
- Prisión - (1993)
- Mujer Noche - (1993)
- Prendí otro fuego por ella - (1994)
- Entre los árboles - (1994)
- Tras esa puerta - (1994)
- País de tus sueños - (1994)
- Tu voz - (1997)
- L.B. - (1997)
- Al pasar de las horas - (1997)
- A Dios - (1997)
- C.P.A.M./A tu lado - (1997)
- Enloqueciendo - (1999)
- Suna - (1999)
- La máquina del tiempo - (1999)
- Adiós amor - (1999)
- El rumbo del mar - (1999)
- Samba - (1999)
- Ramera - (2002)
- Balada de un encuentro fugaz - (2004)
- Si algo así como el amor está en el aire - (2004)
- Perdido - (2004)
- Llévame - (2004)
- Un día sin sexo - (2005)
- Dos caras - (2012)
- Atardecer - (2013)
- Siglo XX - (2013)

### Bandas sonoras con Mar de Copas
- No se lo digas a nadie - (1997)
- Un día sin sexo - (2005)
- Cu4tro - (2009)

## Videografía

### Documentales con Narcosis
- Segunda dosis (2004) - Dirigido por Román González
- Grito subterráneo (1987) - Dirigido y grabado por Julio César Montero y editado por Jorge Bazo

### DVD con Mar de Copas
| DVD       | Fecha de grabación       | Fecha de lanzamiento |
| --------- | ------------------------ | -------------------- |
| De Tierra | 2 y 3 de octubre de 2004 | 2005                 |

### Vídeos musicales con Mar de Copas
| Año  | Videoclip        |
| ---- | ---------------- |
| 1993 | Fugitivo         |
| 1994 | Mujer noche      |
| 1999 | Enloqueciendo    |
| 2000 | Suna             |
| 2000 | El rumbo del mar |
| 2006 | Un día sin sexo  |
| 2008 | Cada vez         |
| 2012 | Dos caras        |
| 2013 | Atardecer        |